# Rafael Azuero Manchola
Rafael Azuero Manchola (Neiva, 21 de septiembre de 1908-Neiva, 14 de septiembre de 1982) fue un médico y político colombiano, miembro del Partido Conservador Colombiano.
Estudió medicina en la Universidad Nacional de Colombia; regresó a su región y ejerció la profesión en Pitalito y en la misma Neiva, siendo elegido concejal de la ciudad por el Partido Conservador en 1934. 
Fue Representante a la Cámara por el departamento del Huila y senador. En 1970 fue elegido presidente del Directorio Nacional Conservador y en 1972 el Congreso lo elige Designado Presidencial. Entre el 21 y el 24 de julio de 1973, Azuero ejerció la Presidencia de Colombia, ante el viaje del titular Misael Pastrana a Venezuela.

## Biografía
Rafael Azuero nació el 21 de septiembre de 1908, en Neiva, Huila, Colombia.  
Estudió Medicina en la Universidad Nacional de Colombia e hizo una especialización en órganos de los sentidos. Ejerció su profesión tanto en Pitalito como en Neiva. 
La política influyó muchísimo en su vida. Durante cinco períodos fue elegido Concejal de Neiva y en varias oportunidades representó su región en la Asamblea del Huila. En el año 1939 ocupó una curul en la Cámara de Representantes de Colombia. En 1949 fue nombrado Gobernador del Huila por el presidente Mariano Ospina Pérez. En 1953, fue nombrado Ministro de Gobierno durante la presidencia de Roberto Urdaneta Arbeláez. En 1956 fue miembro de la Asamblea Nacional Constituyente. 
También, en 1956 fue elegido Presidente del Directorio Nacional Conservador. Fue miembro de juntas directivas de importantes organizaciones como la Sociedad de Agricultores de Colombia, la Caja Agraria y el Instituto Colombiano de Seguros Sociales. 
En 1968 fue nombrado Alcalde de Neiva por el gobernador del Huila Víctor Alcides Ramírez Perdomo hasta 1969. Nuevamente desempeñó la Presidente del Directorio Nacional Conservador en 1970. 
En marzo de 1972 fue elegido designado a la primera magistratura. El 4 de julio de 1973, la Corte Suprema de Justicia de Colombia validó su designación.
El presidente Misael Pastrana pronunció las siguientes palabras de elogio hacia el Dr. Azuero: "La coincidencia de las vastas mayorías en torno al nombre del doctor Rafael Azuero Manchola como Designado a la Presidencia, es el homenaje que, a través del más alto cuerpo representativo de la nación, hace Colombia a una vida inmaculada, a un hombre fiel, a una trayectoria definida y consecuente con su recta voluntad de servir al país.  
Su vida pública ha tenido el sello de la lealtad, que es la primera de sus virtudes, el resgo esencial de su noble y generosa y noble personalidad. Leal con el país, leal con sus convicciones, leal en la amistad y leal personero de la concordia. Como colombiano, como amigo, como gobernante, estoy realmente complacido por la exaltación de que se ha hecho objeto a Rafael Azuero. Creo interpretar a la nación, al expresar mi reconocimiento con el Congreso por este acto que premia la virtud de un compatriota ejemplar. Creo que el Congreso ha colocado en muy buenas manos la designatura" - 

## Presidencia encargada (1973)
El 21 de julio de 1973, Azuero, de 67 años, se posesionó de la Presidencia de Colombia ante el Congreso Nacional de Colombia, tomandole juramento el presidente del órgano legislativo, Hugo Escobar Sierra, ejerciendo la presidencia de manera temporal del 21 y el 24 de julio de 1973. El día de la posesión, el partido Anapo boicoteó la sesión porque no respaldaban al Frente Nacional ni mucho menos a Pastrana.
El cargo tranistorio se dio durante una visita oficial del presidente Pastrana a Venezuela para asistir a la conmemoración del sesquicentenario de la batalla naval de Maracaibo.
El Gobernador del Huila, declaró el día de su posesión de Azuero como día cívico en todo el departamento.

## Postpresidencia
Rafael Azuero Manchola falleció en su natal Neiva, el 14 de septiembre de 1982, a los 75 años.

## Familia
Azuero era hijo de Floresmiro Azuero Santos y de Aurelia Manchola. Su padre fue gobernador de Huila en 1926, en virtud del presidente Pedro Nel Ospina; y su madre era una distinguida matrona de la región.